# Клейпул-Гілл (Вірджинія)
Клейпул-Гілл (англ. Claypool Hill) — переписна місцевість (CDP) в США, в окрузі Тейзвелл штату Вірджинія. Населення — 1699 осіб (2020).

## Географія
Клейпул-Гілл розташований за координатами 37°3′33″ пн. ш. 81°45′4″ зх. д. / 37.05917° пн. ш. 81.75111° зх. д. (37.059235, -81.751064).  За даними Бюро перепису населення США в 2010 році переписна місцевість мала площу 13,87 км², з яких 13,81 км² — суходіл та 0,06 км² — водойми.

## Демографія
Згідно з переписом 2010 року, у переписній місцевості мешкало 1776 осіб у 716 домогосподарствах у складі 540 родин. Густота населення становила 128 осіб/км².  Було 770 помешкань (56/км²).
Расовий склад населення:
| - 98,2 % — білих - 1,3 % — азіатів - 0,3 % — корінних американців - 0,1 % — чорних або афроамериканців |

До двох чи більше рас належало 0,1 %. Частка іспаномовних становила 0,8 % від усіх жителів.
За віковим діапазоном населення розподілялося таким чином: 18,3 % — особи молодші 18 років, 61,0 % — особи у віці 18—64 років, 20,7 % — особи у віці 65 років та старші. Медіана віку мешканця становила 45,4 року. На 100 осіб жіночої статі у переписній місцевості припадало 85,8 чоловіків;  на 100 жінок у віці від 18 років та старших — 81,4 чоловіків також старших 18 років.
Середній дохід на одне домашнє господарство  становив 62 448 доларів США (медіана — 40 595), а середній дохід на одну сім'ю — 70 253 долари (медіана — 49 737). Медіана доходів становила 52 143 долари для чоловіків та 29 211 долар для жінок. За межею бідності перебувало 6,8 % осіб, у тому числі 0,0 % дітей у віці до 18 років та 7,9 % осіб у віці 65 років та старших.
Цивільне працевлаштоване населення становило 687 осіб. Основні галузі зайнятості: освіта, охорона здоров'я та соціальна допомога — 24,7 %, мистецтво, розваги та відпочинок — 15,4 %, роздрібна торгівля — 14,8 %.